# HL Anyang
L'HL Anyang (Hangŭl: 안양 한라; Hanja: 安養 漢拏) è una squadra di hockey su ghiaccio sudcoreana della città di Anyang, nella provincia di Gyeonggi-do. È uno dei membri fondatori dell'Asia League Ice Hockey, di cui fa tuttora parte. 
La squadra è tuttavia nata prima: fondata nel 1994 dall'Halla Group come Mando Winia (due marchi facenti capo al gruppo), la squadra venne sciolta nel 1997 e rifondata l'anno successivo come Halla Winia. Manterrà quest'ultima denominazione anche nella prima stagione in Asia League (2003-2004), mentre nella successiva assunse il nome di Anyang Halla Winia. Dal 2005 si è chiamata Anyang Halla, fino al 2022 quando ha assunto l'attuale nome.

## Palmarès
- Campionato coreano di hockey su ghiaccio: 5

- Asia League Ice Hockey: 6

2009-2010, 2010-2011, 2015-2016, 2016-2017, 2017-2018, 2019-2020